# Stelera
Stelera (Stellera) je rod rostlin patřící do čeledi vrabečnicovité (Thymelaeaceae). Jsou to vytrvalé byliny a keře s jednoduchými listy a převážně čtyřčetnými květy v hlávkovitých nebo klasovitých květenstvích. Rod zahrnuje asi 10 druhů a je rozšířen ve Střední a východní Asii.

## Popis
Stelery jsou vytrvalé byliny a keře se střídavými nebo výjimečně vstřícnými, jednoduchými, celistvými listy. Květy jsou oboupohlavné, většinou čtyřčetné, uspořádané v hlávkách nebo klasech. Plod je suchý, obalený vytrvalým kalichem.

## Použití
Některé druhy tohoto rodu lze použít v ČR jako okrasné rostliny. Mají jen sbírkový význam. Rod není udáván ze sbírek žádné české botanické zahrady.